# Michail Tiurin
Michail Vladislavovitj Tiurin (ryska: Михаил Владиславович Тюрин), född 2 mars 1960 är en rysk rymdfarare.
Tiurin slog 22 november 2006 världens längsta golfslag, på omkring 1 900 000 000 meter, eller 193 000 mil.

## Rymdfärder
- STS-105, Expedition 3, STS-108[2]
- Sojuz TMA-9, Expedition 14[3]
- Sojuz TMA-11M, Expedition 38/39[4][5]